# Нина Маевская
Нина Василиевна Маевская (на беларуски: Ніна Васілеўна Маеўская) е беларуска журналистка, поетеса и писателка на произведения в жанра драма и лирика.

## Биография и творчество
Нина Маевская е родена на 4 декември 1938 г. в Любан, Любански окръг, Минска област, БССР, СССР, в семейството на държавен служител.
След завършване на Любанската гимназия през 1956 г., в периода 1956 – 1958 г. работи като старши пионер в гимназията в Сосновец, Любански окръг. През 1963 г. завършва Факултета по журналистика на Беларуския държавен университет. След дипломирането си, в периода 1963 – 1965 г. работи като литературен работник в минския окръжен вестник „Път на комунизма“. В периода 1965 – 1967 г. е изпълнителен секретар на заводския вестник „За техническия прогрес“ на Минския завод за лагери, в периода 1968 – 1978 г. е ръководител на отдел и изпълнителен секретар на списание „Индустрия на Беларус“. През 1980 г. завършва Висшето партийно училище в Минск към Централния комитет на Комунистическата партия на Беларус. След това, в периода 1980 – 1981 г. работи във вестник „Литература и изкуство“, в периода 1981 – 1985 г. е старши редактор, ръководител на издателство „Младеж“, а от 1985 г. е редактор на журналистическия отдел на списание „Беларус“.
Дебютира със свои произведения като ученичка през 1955 г. Отначало пише стихове и творби за деца. През 1969 г. излиза първата ѝ детска книга „Полети, врабче“. През 1970 г. излиза първия ѝ сборник с разкази „Агата“; през 1983 г. – разказът „Надежич“; през 1984 г. – книгата „Толкова късна пролет“; през 1989 г. – сборникът с разкази „Студена дънна вода“. Следват книгите ѝ „Тревожно шумолящи тополи“ (1993), „Арника“ (1993), „Щастие“ (2011) и др. В произведенията си засяга темите за важните неща, които се случват в съдбите на хората; за любовта и верността, за волята на обстоятелствата предопределящи съдбата, за чистотата и грехопадението, за разбирането на загадките на живота и за това как да бъдеш Човек. От 1983 г. е член на Съюза на писателите на СССР.
През 2001 г. е издадена първата ѝ стихосбирка „Падащи зрели ябълки“, а през 2004 г. – „Моята любима държава“. Стиховете ѝ са лирични с любов към живота, към човека, към родината.
Нейни творби са публикувани в списанията „Неман“, „Полимя“, „Беларуская думка“, както и на страниците на вестник „Литература и изкуство“.
Нина Маевская умира от инсулт на 19 март 2011 г. в Минск.

## Произведения

### Проза
- Ляці, верабейка (1969)
- Агата (1970)
- Надзеевіч (1983)
- Такая позняя вясна (1984)
- Холад доннай вады (1989)
- Трывожна шумяць ясакары (1993)
- Арніка (1993)
- Шчасце (2011)

### Поезия
- Падаюць даспелыя ранеты (2001)
- Мая ўлюбёная краіна (2004)